# Sicyonia cristata
Sicyonia cristata är en kräftdjursart som först beskrevs av De Haan 1844.  Sicyonia cristata ingår i släktet Sicyonia och familjen Sicyoniidae. Inga underarter finns listade i Catalogue of Life.